# Echeveria secunda
Echeveria secunda är en fetbladsväxtart som beskrevs av William Beattie Booth och John Lindley. Det är infödd i Mexiko. Echeveria secunda ingår i släktet Echeveria och familjen fetbladsväxter. Utöver nominatformen finns också underarten E. s. byrnesii.

## Bildgalleri

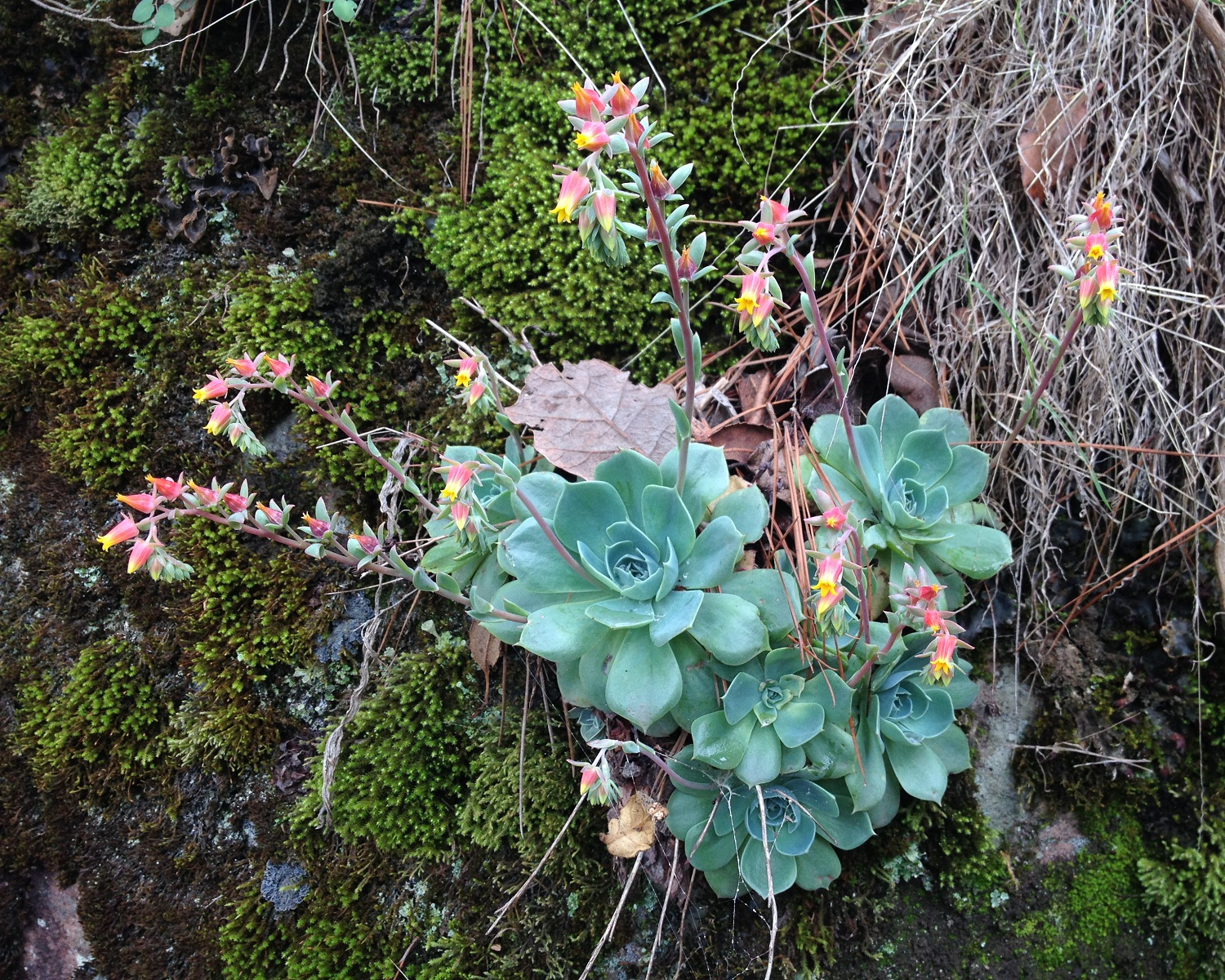
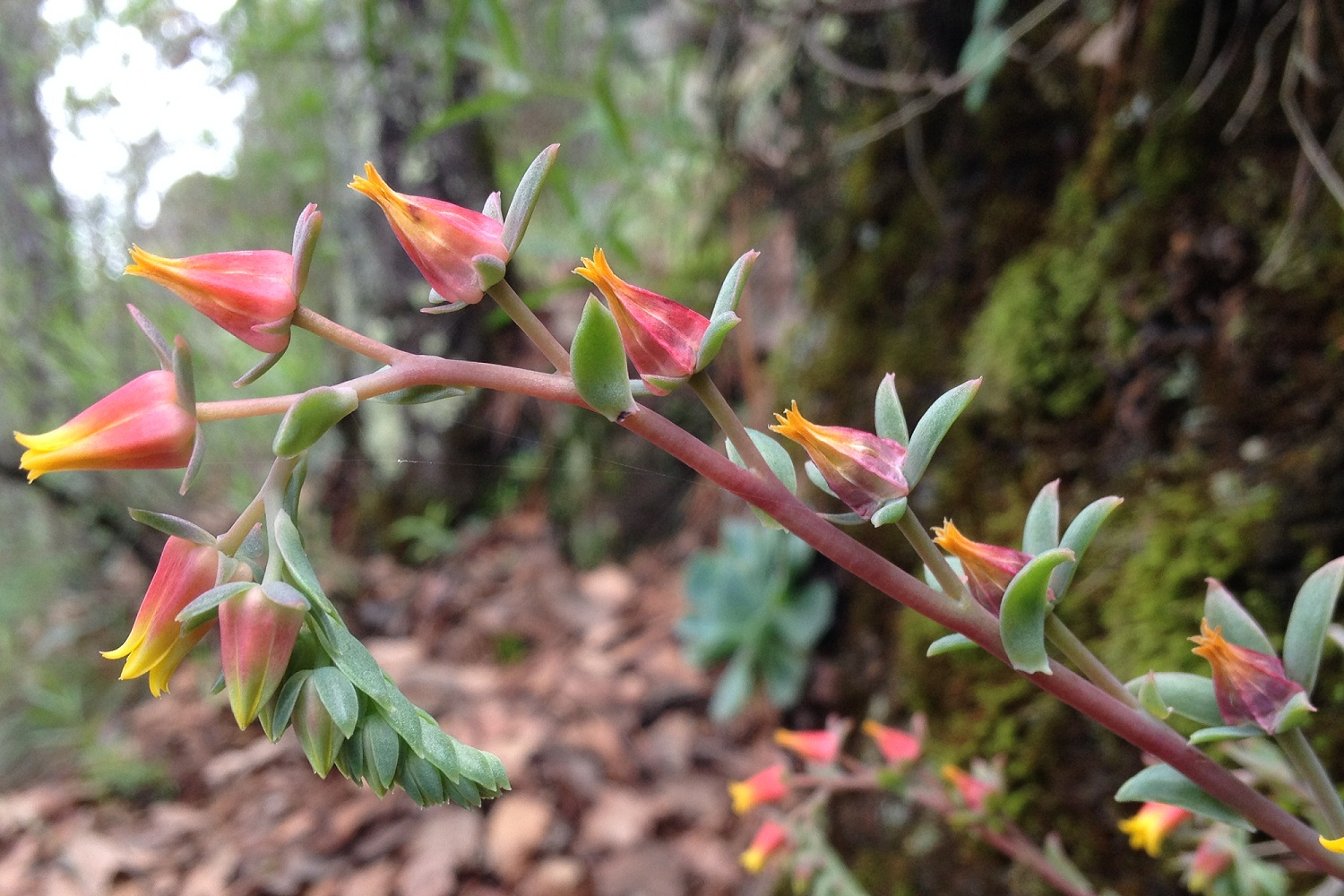